# 2025 au cinéma
L'article 2025 au cinéma répertorie l'ensemble des événements marquants de l'année 2025, dans le domaine du cinéma.
| Années du cinéma : 2022 - 2023 - 2024 - 2025 - 2026 - 2027 - 2028    |
| Décennies du cinéma : 1990 - 2000 - 2010 - 2020 - 2030 - 2040 - 2050 |

## Festivals
- du 31 janvier au 8 février : 47e Festival du court métrage de Clermont-Ferrand ;
- du 11 au 19 octobre : 17e Festival Lumière à Lyon.

## Récompenses

### Oscars
97e cérémonie des Oscars

### Golden Globes
82e cérémonie des Golden Globes

### César
50e cérémonie des César

## Décès
- 5 janvier : Benoît Allemane, acteur français
- 16 janvier : David Lynch, réalisateur et acteur américain
- 19 janvier : Pierre Sorlin, historien et chercheur français
- 20 janvier : Bertrand Blier, réalisateur et scénariste français
- 14 février : Geneviève Page, actrice française
- 18 février : Gene Hackman, acteur américain
- 19 février : Souleymane Cissé, réalisateur malien
- 16 mars : Émilie Dequenne, actrice belge
- 25 mars : 
  - Évelyn Séléna, actrice française
  - Masahiro Shinoda, réalisateur japonais
- 31 mars : Yves Boisset, réalisateur et scénariste français
- 1 avril : Val Kilmer, acteur américain
- 10 avril : Ted Kotcheff, réalisateur canadien
- 16 mai : Gerard Soeteman, scénariste néerlandais
- 20 mai : George Wendt, acteur américain
- 22 mai : Éric Legrand, acteur français
- 23 mai : Mohammed Lakhdar-Hamina, réalisateur algérien
- 24 mai : Marcel Ophuls, réalisateur français
- 23 juin : Lea Massari, actrice italienne
- 26 juin : Lalo Schifrin, compositeur américano-argentin
- 3 juillet : Michael Madsen, acteur américain
- 4 juillet : Rob Houwer, producteur néerlandais
- 14 juillet : Jean-Pierre Putters, journaliste et critique de cinéma français
- 24 juillet : Hulk Hogan, acteur et catcheur américain.
- 4 août : Dominique Collignon-Maurin, acteur et directeur artistique français.
- 13 août : Jacques Martial, acteur et homme politique français
- 14 août : Nicolas Beaucaire, acteur français
- 17 août : Terence Stamp, acteur britannique

## Principales sorties prévues en France
Les dates sont sujettes à modifications.